# Stadthagen
Stadthagen település Németországban, azon belül Alsó-Szászország tartományban. A Schaumburg járás székhelye.
Lakosainak száma 22 924 fő (2023. december 31.). Stadthagen Nienstädt, Helpsen, Hespe, Meerbeck, Nordsehl, Lauenhagen, Lüdersfeld, Heuerßen, Beckedorf, Apelern, Auetal, Obernkirchen és Lauenau községekkel határos.

## Közigazgatás
- Stadthagen, ide tartozik Brandenburg és Bruchhof
- Enzen
- Hobbensen
- Habichhorst-Blyinghausen
- Hörkamp-Langenbruch, ide tartozik Forsthaus Halt
- Krebshagen
- Obernwöhren, ide tartozik Habrihausen
- Probsthagen, ide tartozik Schäferhof
- Reinsen, ide tartozik Remeringhausen
- Wendthagen-Ehlen, ide tartozik Wendthöhe

## Képek

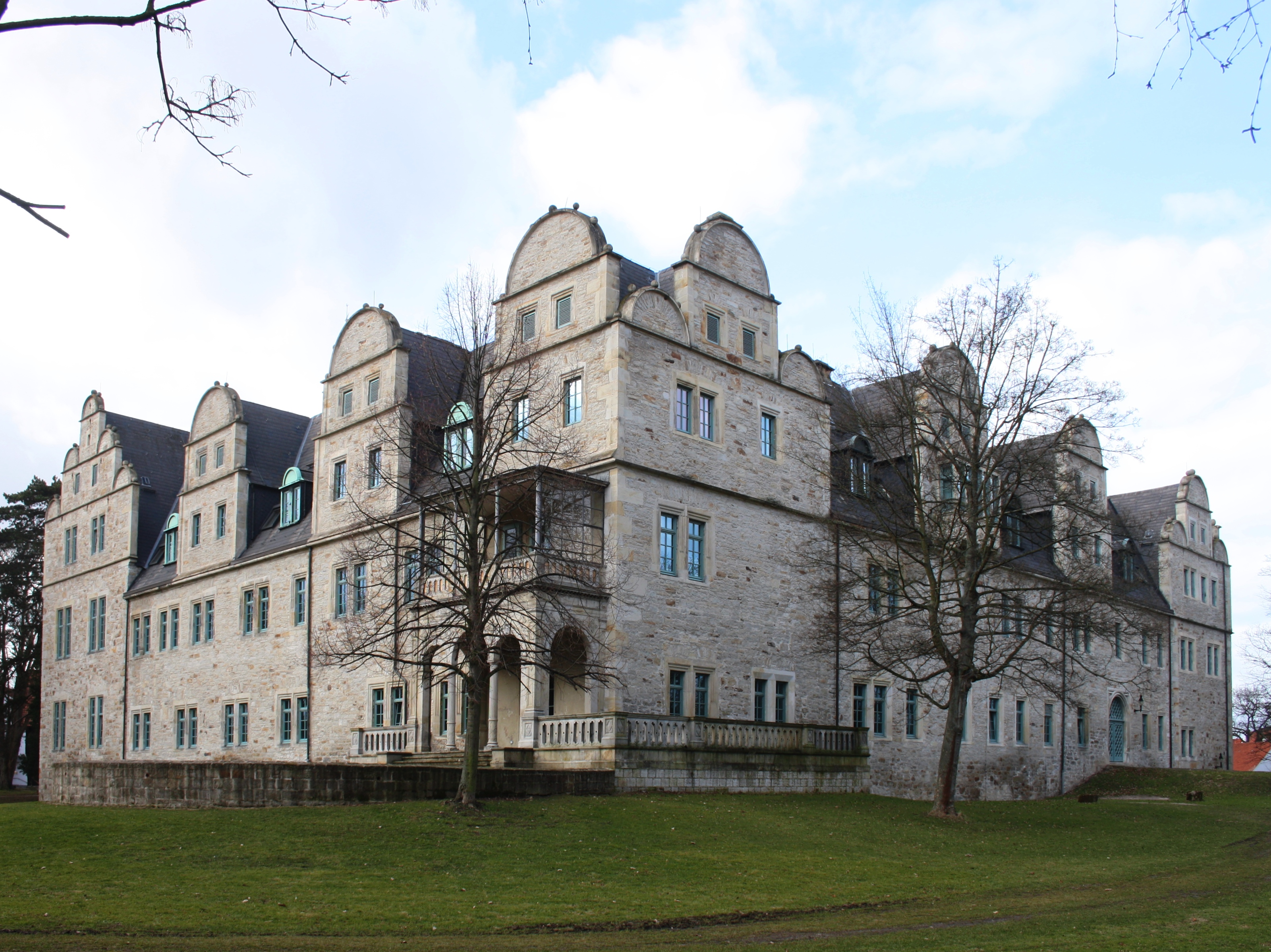
A kastély
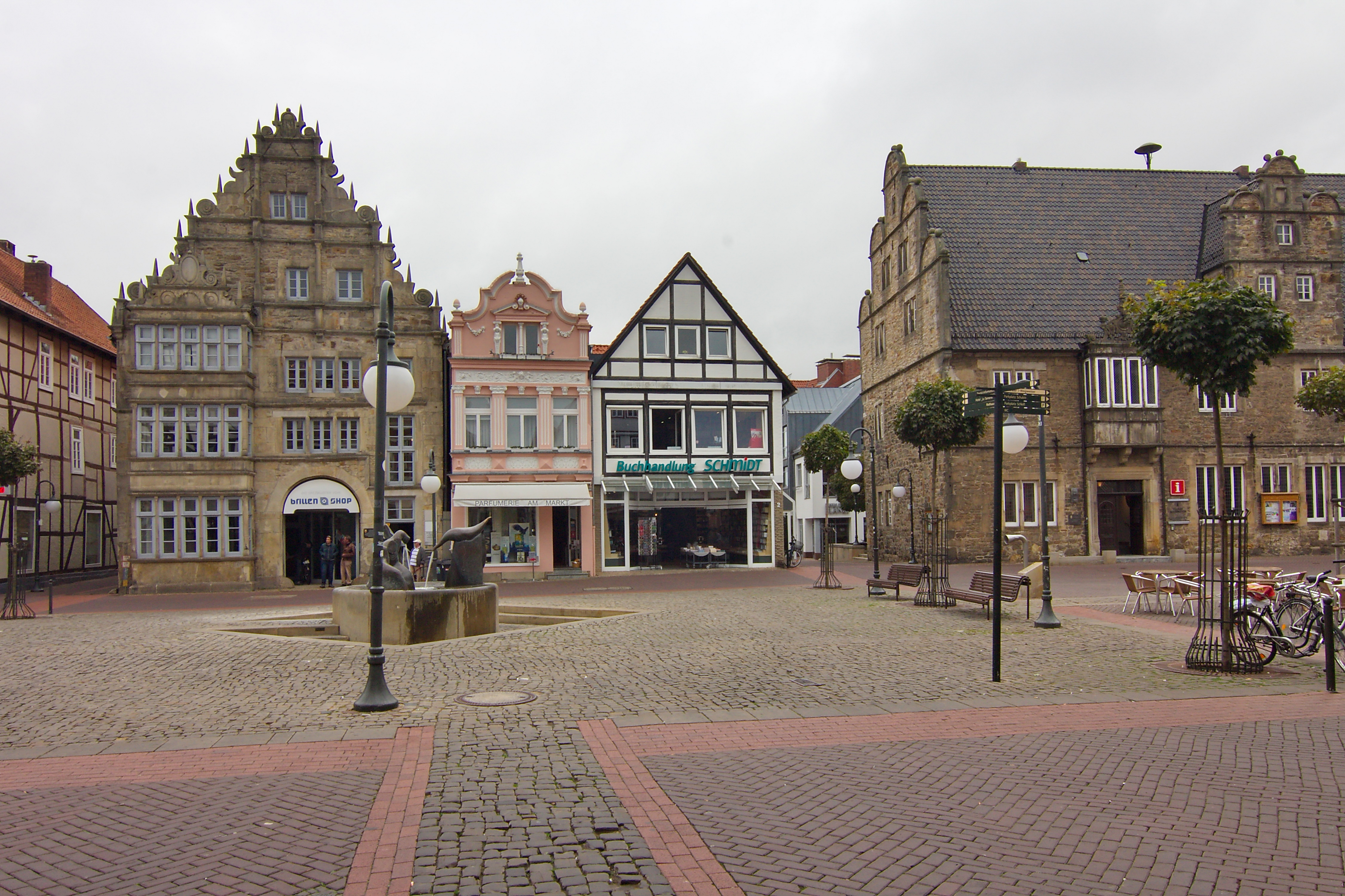
Piactér
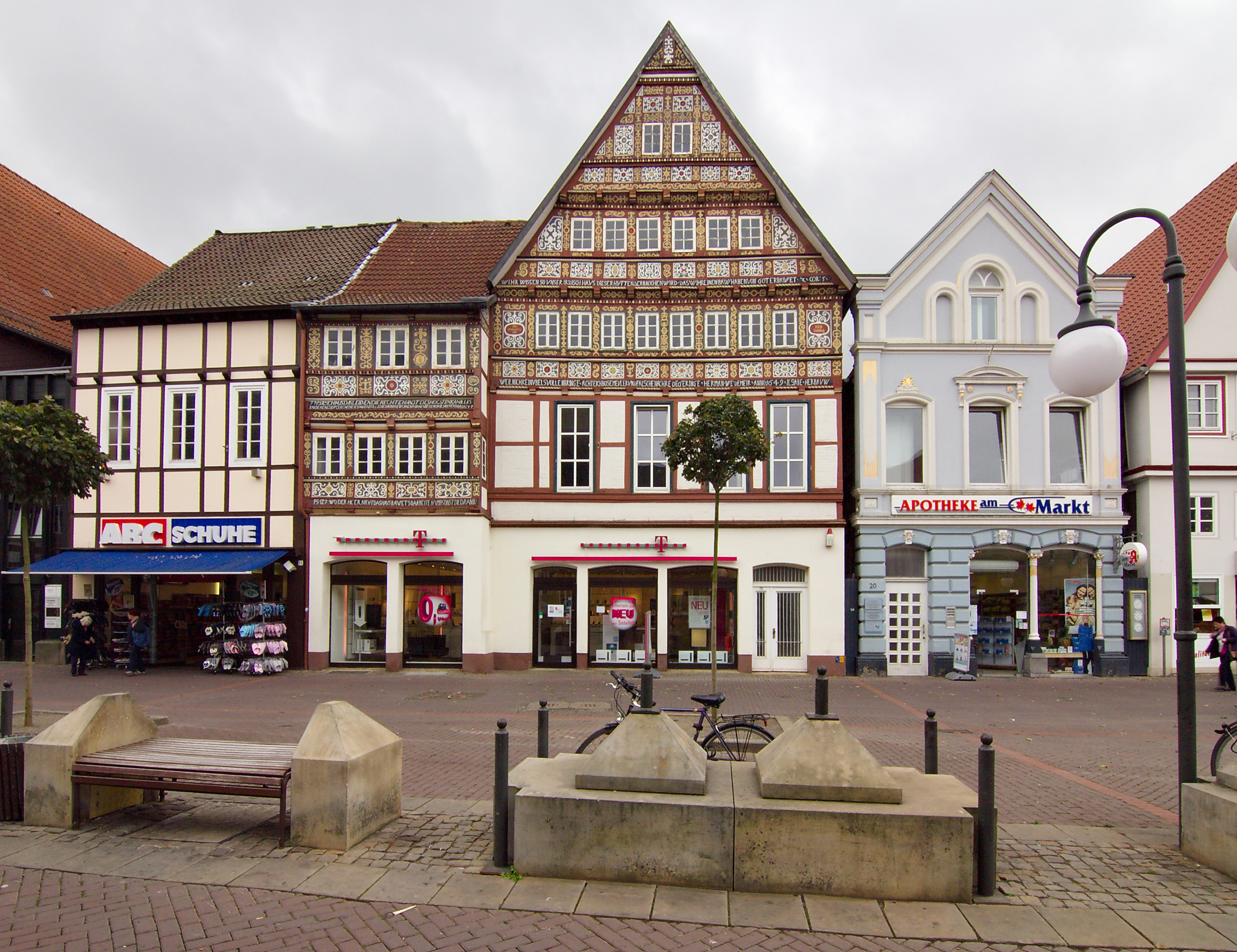
Piactér
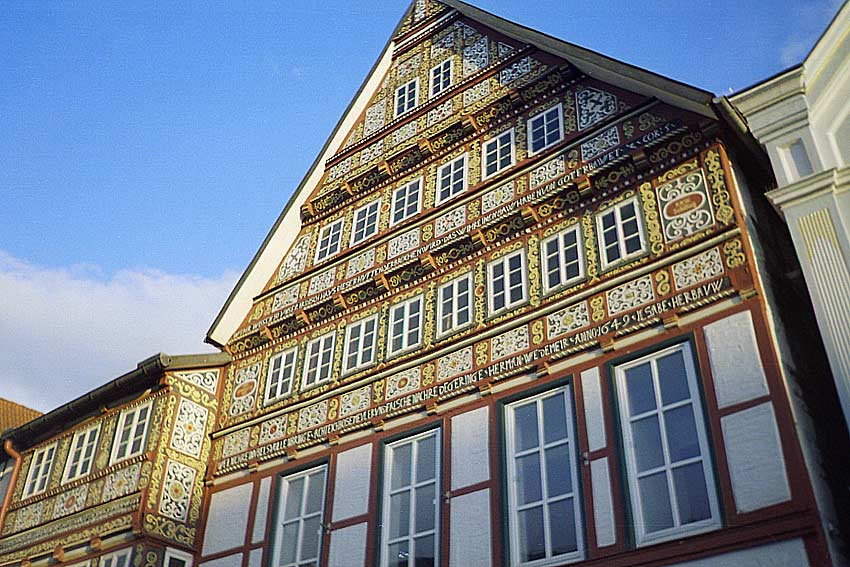
Piactér
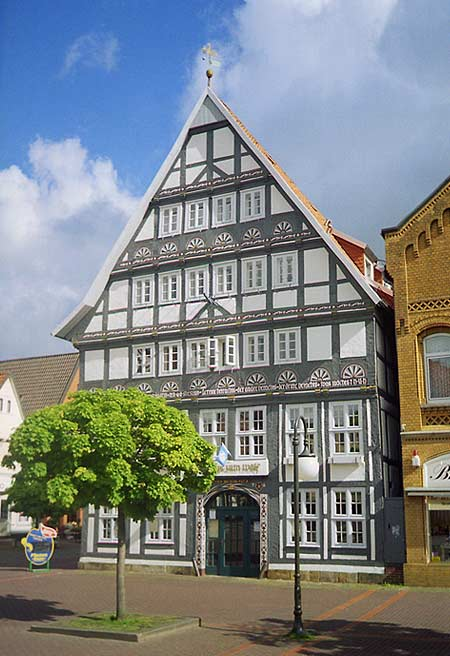
Haus zum Wolf
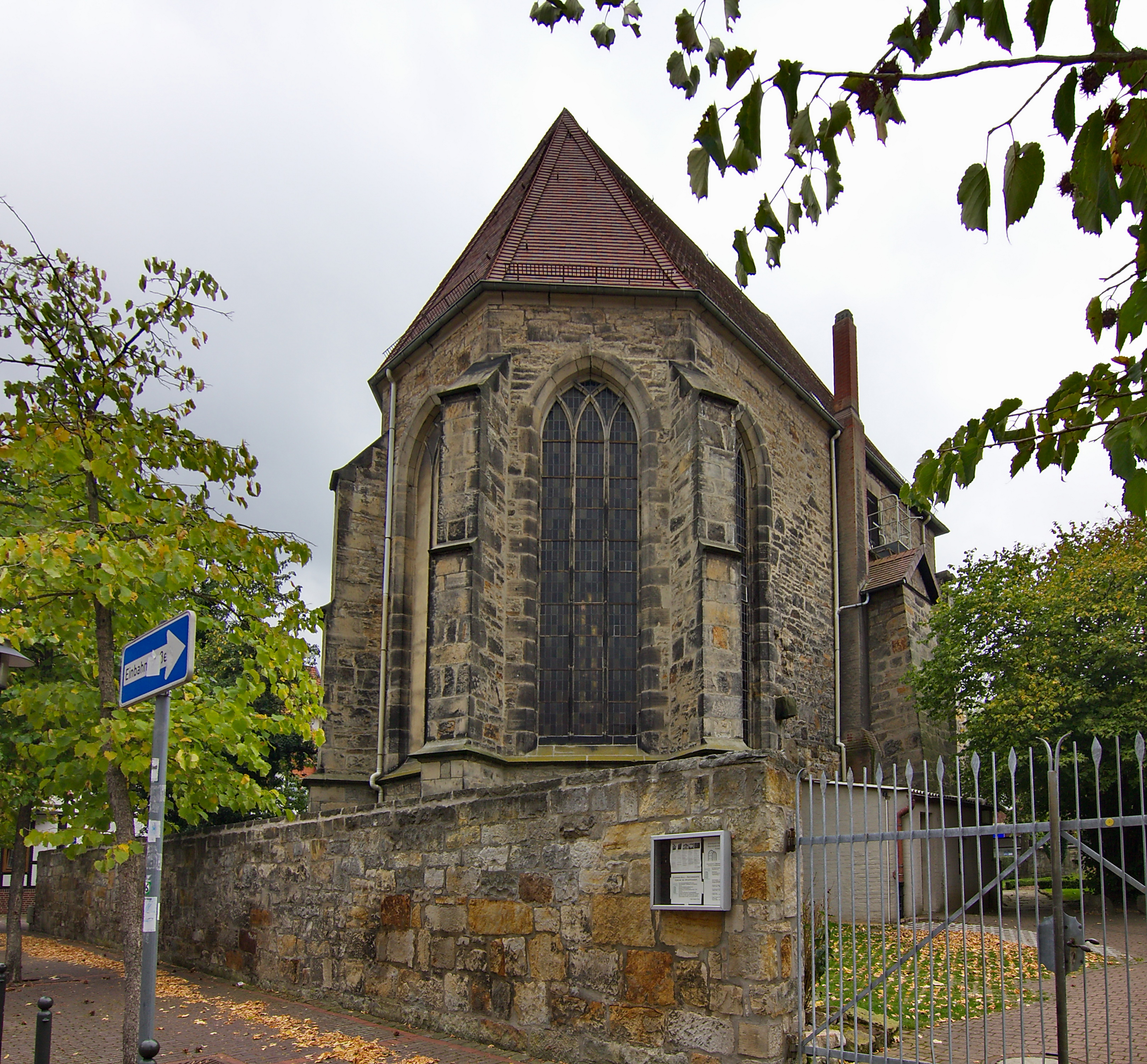
Kolostortemplom
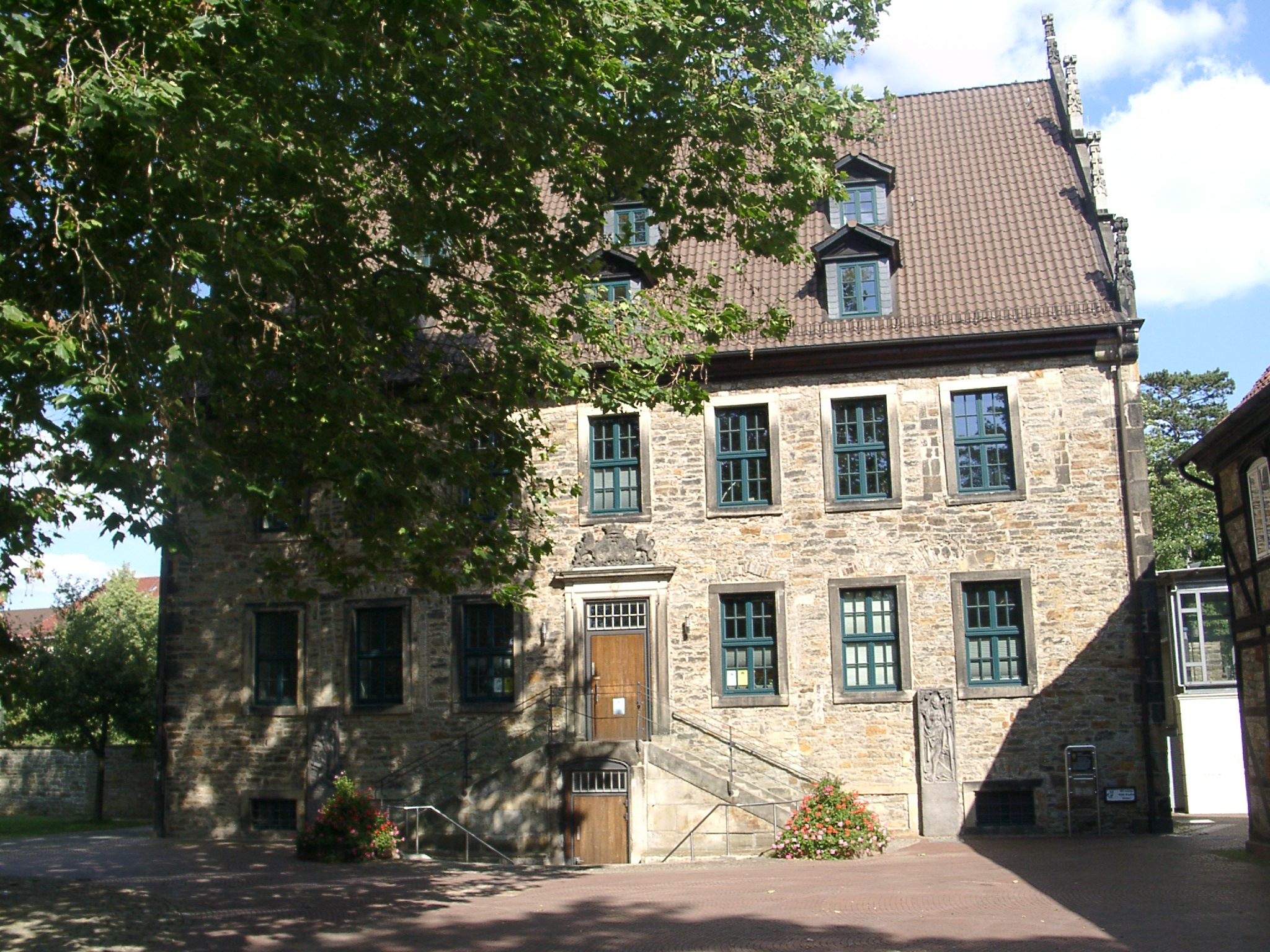
Landsbergscher Hof, városi könyvtár
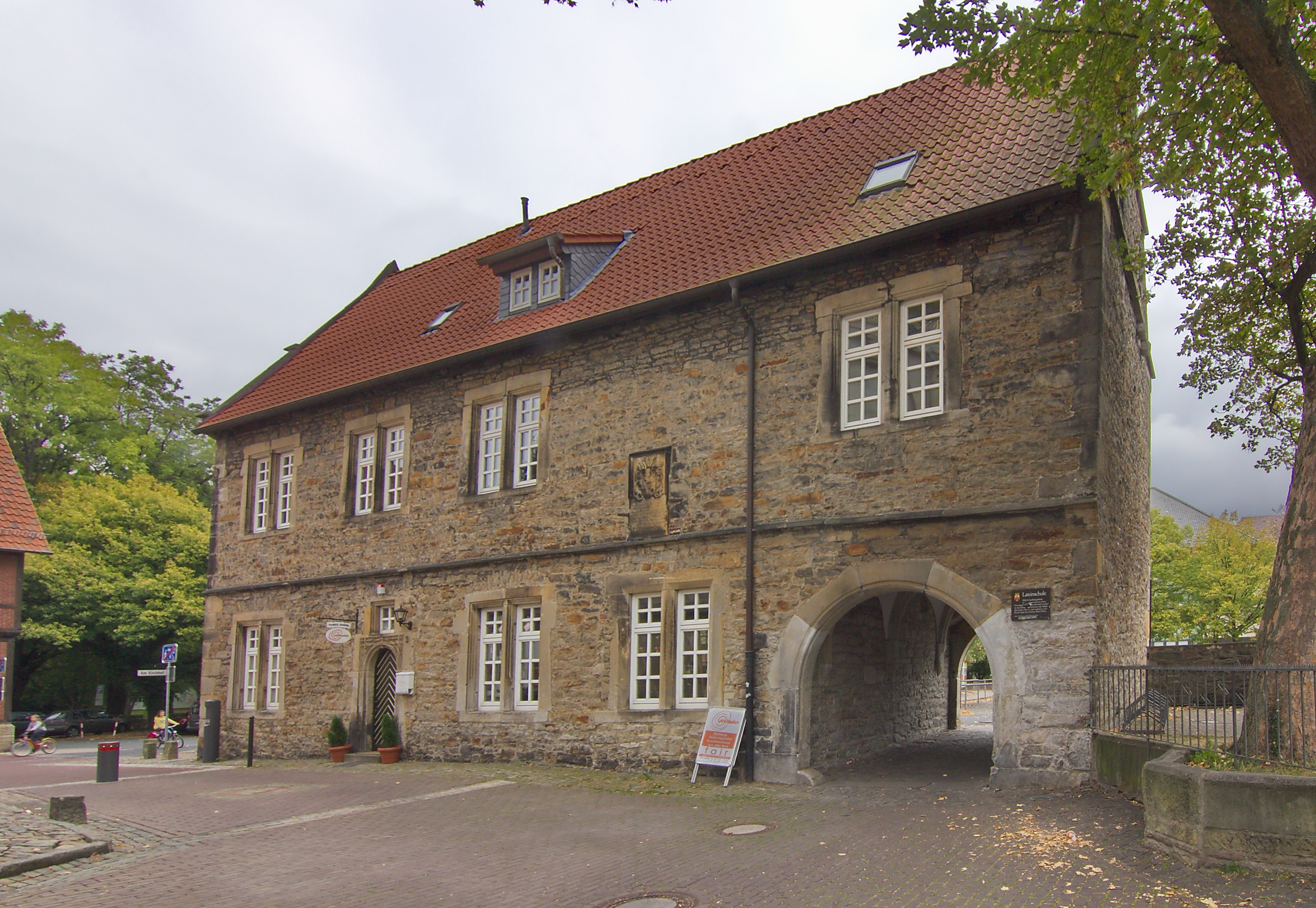
Régi iskola
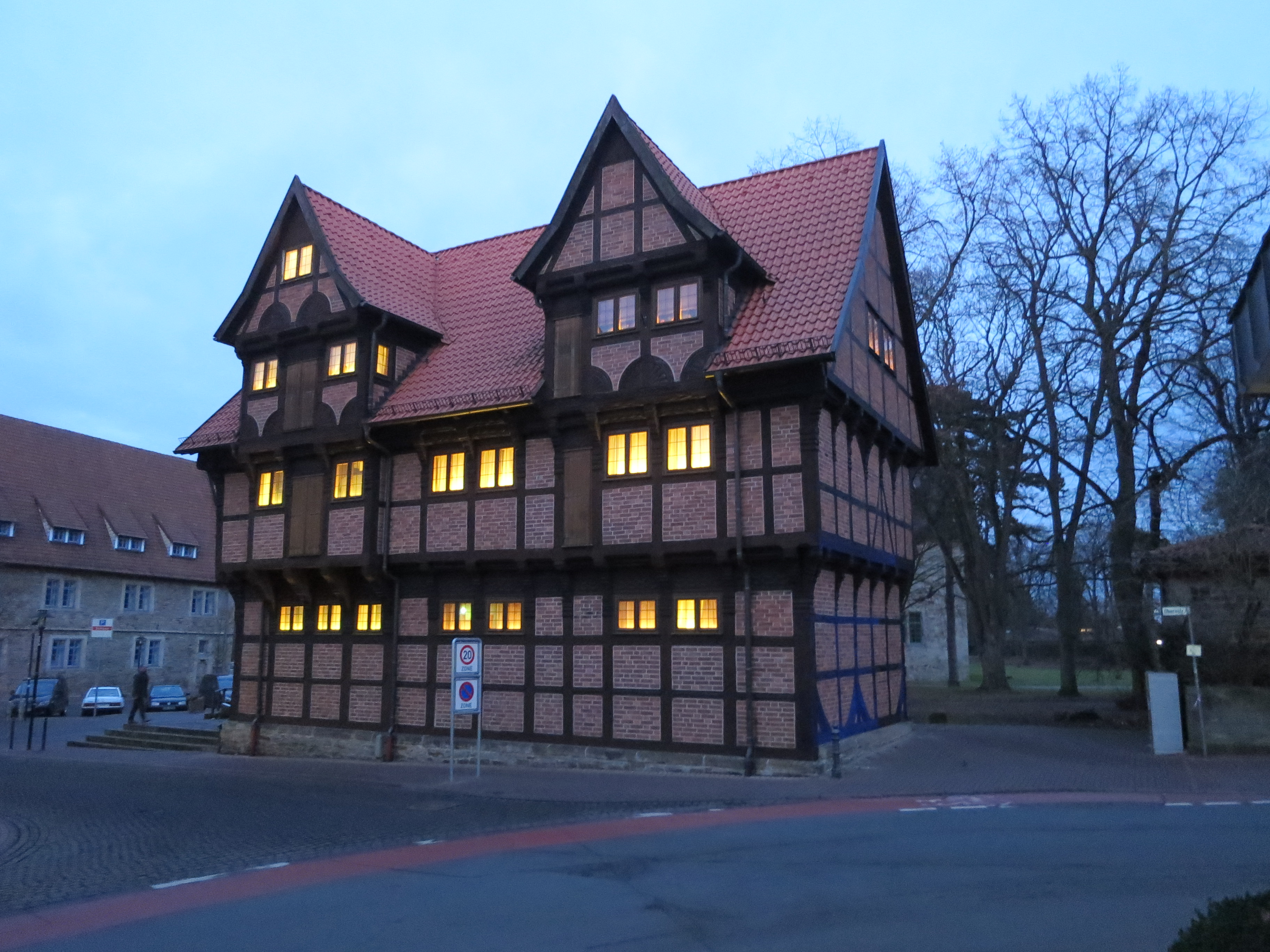
Múzeum „Amtspforte“
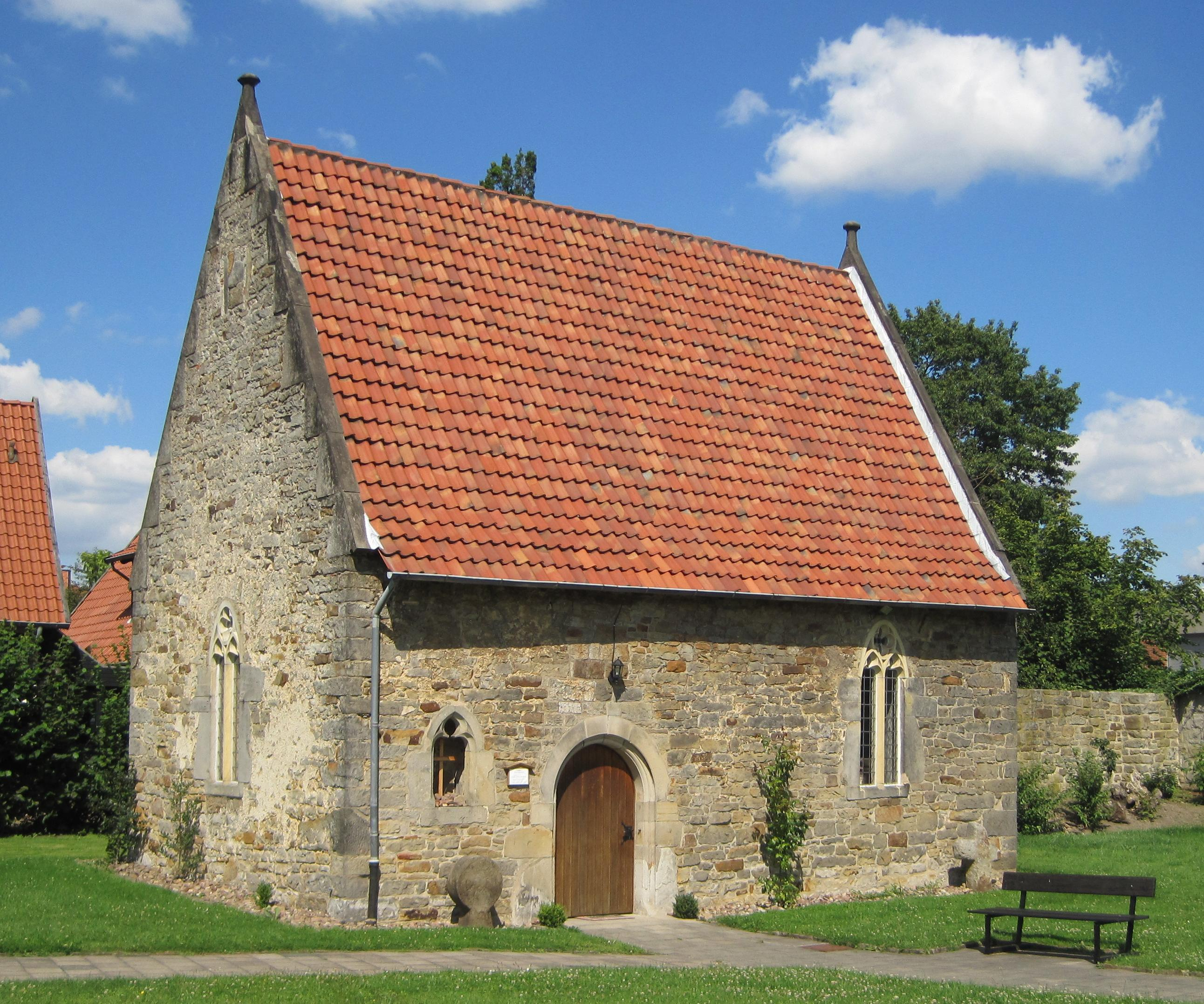
János-kápolna

## Népesség
A település népességének változása:
| Lakosok száma | 21 814 | 22 148 | 22 158 | 22 247 | 22 210 | 22 643 | 22 924 |
|               | 2015   | 2016   | 2017   | 2019   | 2021   | 2022   | 2023   |

## Híres stadthagen-iak
- Hanns Fuchs (* 1881; † 1909 után), író
- Katja Flint (* 1959), színésznő
- Timo Kastening (* 1995), kézilabdázó